# Constance Binney
Constance Binney (ur. 28 czerwca 1896, zm. 15 listopada 1989) – amerykańska aktorka filmowa.

## Filmografia
- 1918: Sporting Life jako Norah Cavanagh
- 1920: 39 East jako Penelope Penn
- 1921: Such a Little Queen jako Anne Victoria Gzbfernigambia
- 1922: Sleepwalker jako Doris Dumond
- 1923: Three O'Clock in the Morning jako Elizabeth Winthrop

## Wyróżnienia
Posiada swoją gwiazdę na Hollywoodzkiej Alei Gwiazd.